# Parque del Recuerdo
Parque del Recuerdo es una cadena de tres cementerios parque ubicados en la ciudad de Santiago de Chile. 

## Parque del Recuerdo Américo Vespucio
Inaugurado en 1980, se encuentra en la comuna de Huechuraba, en el sector norte de la ciudad de Santiago de Chile. Fue el primer cementerio de su tipo en el país; tiene 59 hectáreas y cuenta con un Crematorio y una laguna artificial, gracias a su extensión, este es el segundo pulmón verde más grande en Santiago luego de cerro San Cristóbal, alojando una flora y fauna única en la ciudad.

### Personas enterradas
En este cementerio, yacen o han sido incineradas algunas personalidades tanto chilenas como extranjeras, distinguidas en diferentes ámbitos, entre las que destacan:
- Carlos Chicho Azúa, humorista y comediante.
- Jorge Rencoret, presentador de televisión y constructor civil.
- Juan Azúa, director de orquesta.
- José Alejandro Bernales, general director de Carabineros entre 2005-2008.
- Gonzalo Bertrán, director de televisión.
- Andrés Bobe, músico fundador de la banda La Ley.
- Eduardo Bonvallet, futbolista, entrenador, comentarista deportivo y un locutor radial.
- Roberto Bruce, periodista de Televisión Nacional de Chile.
- Felipe Camiroaga, comunicador, actor y presentador de Televisión Nacional de Chile.
- Patricio Carvajal, vicealmirante y ministro de la dictadura militar.
- Ricardo Claro, abogado y empresario.
- Carlo de Gavardo, piloto de motociclismo y automovilismo.
- Carolina Fadic, actriz.
- Augusto Góngora, periodista y documentalista.
- Lucía Hiriart, esposa de Augusto Pinochet y primera dama durante la dictadura militar entre 1973 y 1990
- Margot Honecker, política alemana y esposa del presidente de la RDA Erich Honecker.
- Néstor Isella, futbolista, entrenador, comentarista deportivo de origen argentino.
- Claudio Iturra, periodista y aventurero.
- Ronald Kay, poeta, teórico y artista visual.
- Gustavo Leigh, general del aire y Comandante en jefe de la Fuerza Aérea de Chile quien integró la Junta Militar.
- Bernardo Leighton, abogado, político, parlamentario, y ministro.
- Sergio Livingstone, futbolista y comentarista deportivo.
- Patricio Manns, cantautor y escritor.
- Raúl Matas, presentador de televisión.
- César Mendoza, medallista olímpico chileno y general director de Carabineros que integró la Junta Militar.
- José Ricardo Morales, dramaturgo español nacionalizado chileno.
- Hernán Olguín, periodista de Canal 13.
- Rodolfo Opazo Bernales, pintor, grabador, escultor y profesor universitario.
- Matilde Pérez, pintora y escultora, pionera del arte cinético en Chile.
- Myriam Palacios, actriz y comediante que trabajó en teatro, cine y televisión.
- Miguel Piñera, músico y empresario chileno.
- Sebastián Piñera, empresario y expresidente de Chile.
- Eduardo Ravani, actor y humorista.
- Fernando Riera, futbolista y entrenador de la Selección Chilena del Mundial de 1962.
- Andrés Rillón, actor y humorista.
- Peter Rock, cantante de origen austriaco de la Nueva Ola.
- Ricarte Soto, periodista.
- Javiera Suárez, periodista y presentadora de televisión.
- Raimundo Tupper, futbolista del club Universidad Católica.
- Gabriel Valdés, abogado, diplomático, académico, político, parlamentario y ministro.
- Eugenio Cruz Vargas, pintor y poeta.
- Belisario Velasco, exsubsecretario y ministro del interior.
- Julio Videla, animador de radio y televisión.
- Luis Vitale, historiador e intelectual argentino.
- Sonia Viveros, actriz.
- Adolfo Zaldívar, político

## Parque del Recuerdo Santa Clara
Llamado también Américo Vespucio II, es la extensión del anterior, se encuentra en la parte trasera por avenida Santa Clara, tiene 25 hectáreas aproximadas, y en él se encontrará próximamente un moderno centro ceremonial, en el que se concentrarán todos los servicios en un solo recinto.

## Parque del Recuerdo Cordillera
Se encuentra ubicado en la comuna de Puente Alto, cercano a la precordillera de Los Andes, fue inaugurado en 1998 y cuenta con 69 hectáreas. Algunas de las personalidades sepultadas en este camposanto son:
- Paul Schäfer, pederasta y predicador luterano alemán, fundador de Colonia Dignidad.
- Roberto Viking Valdés, músico y cantante.
- Mireya Baltra, Política y ministra de Chile.

## Parque del Recuerdo Padre Hurtado
Ubicado en la comuna de Peñaflor, en el sector periférico de Santiago, se encuentra rodeado de un ambiente campestre y natural, Inaugurado en 1998, cuenta con 35 hectáreas. Es también conocido como Parque del Recuerdo Malloco.

## En la cultura popular
El episodio El funeral de Tulio de la serie 31 minutos se filmó en el Parque del Recuerdo Cordillera, donde Tulio Triviño, ya anciano, quiere hacer un funeral de mentira para reconciliarse con Juan Carlos Bodoque tras una pelea.

## Galería

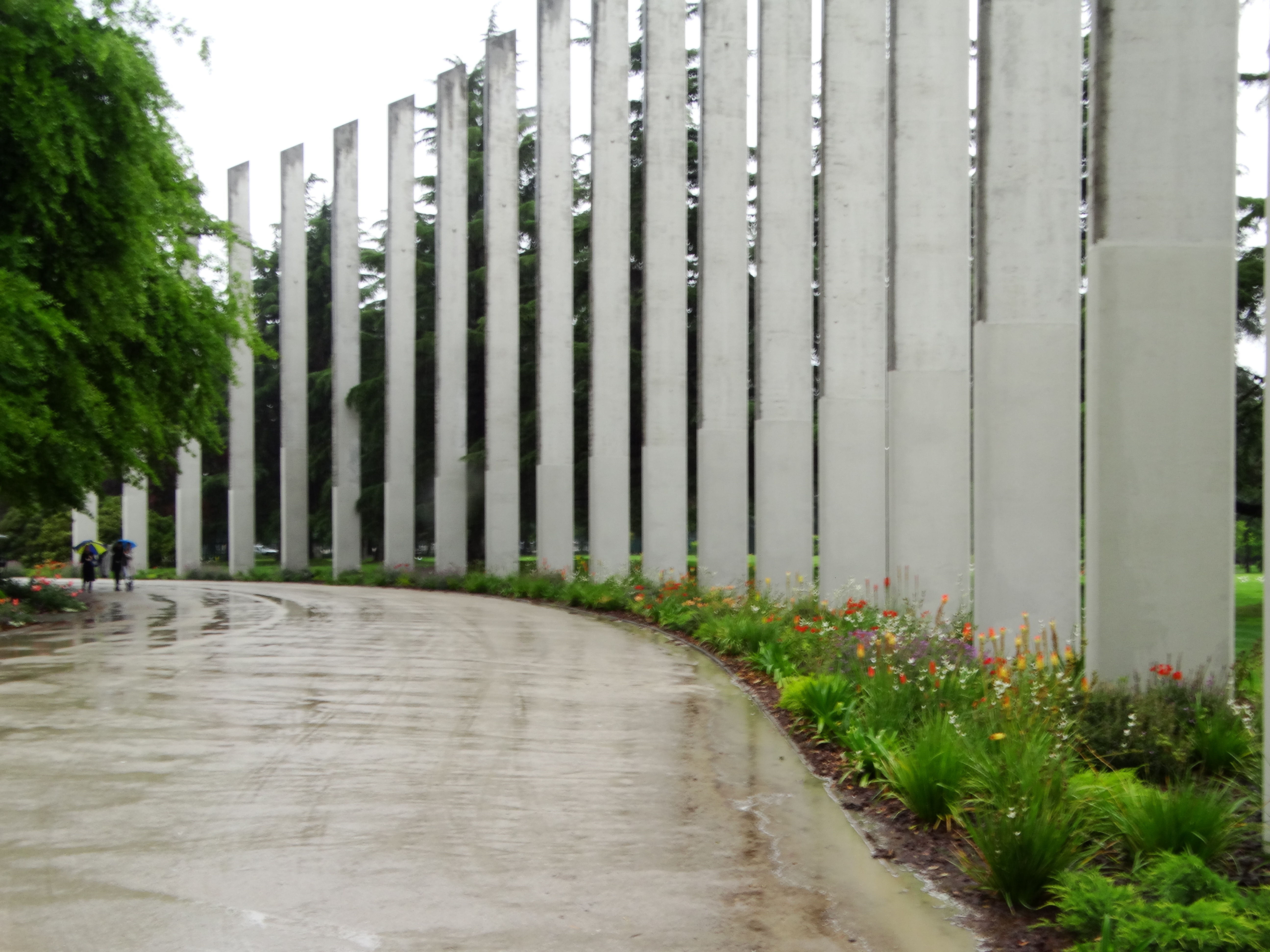
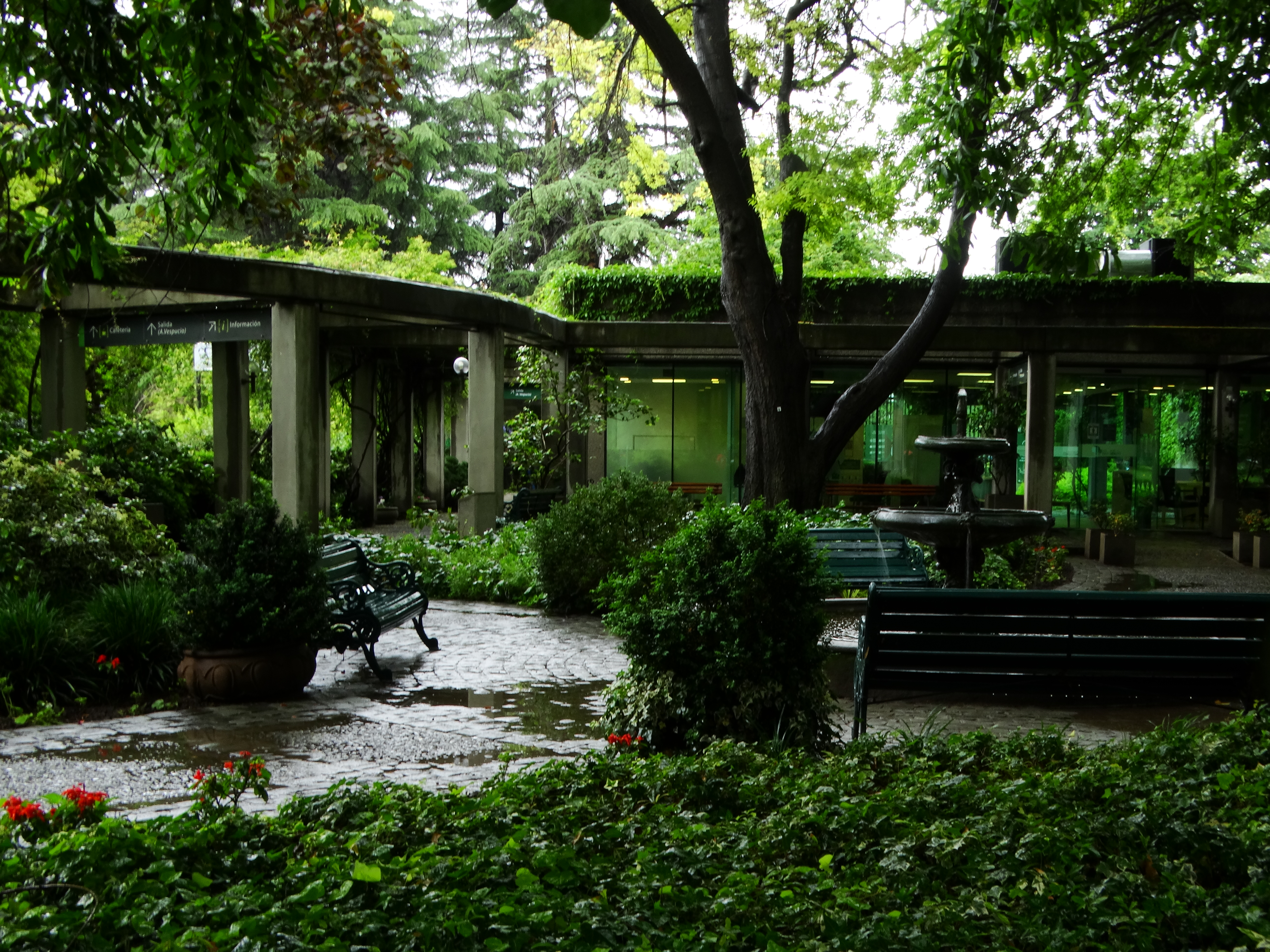
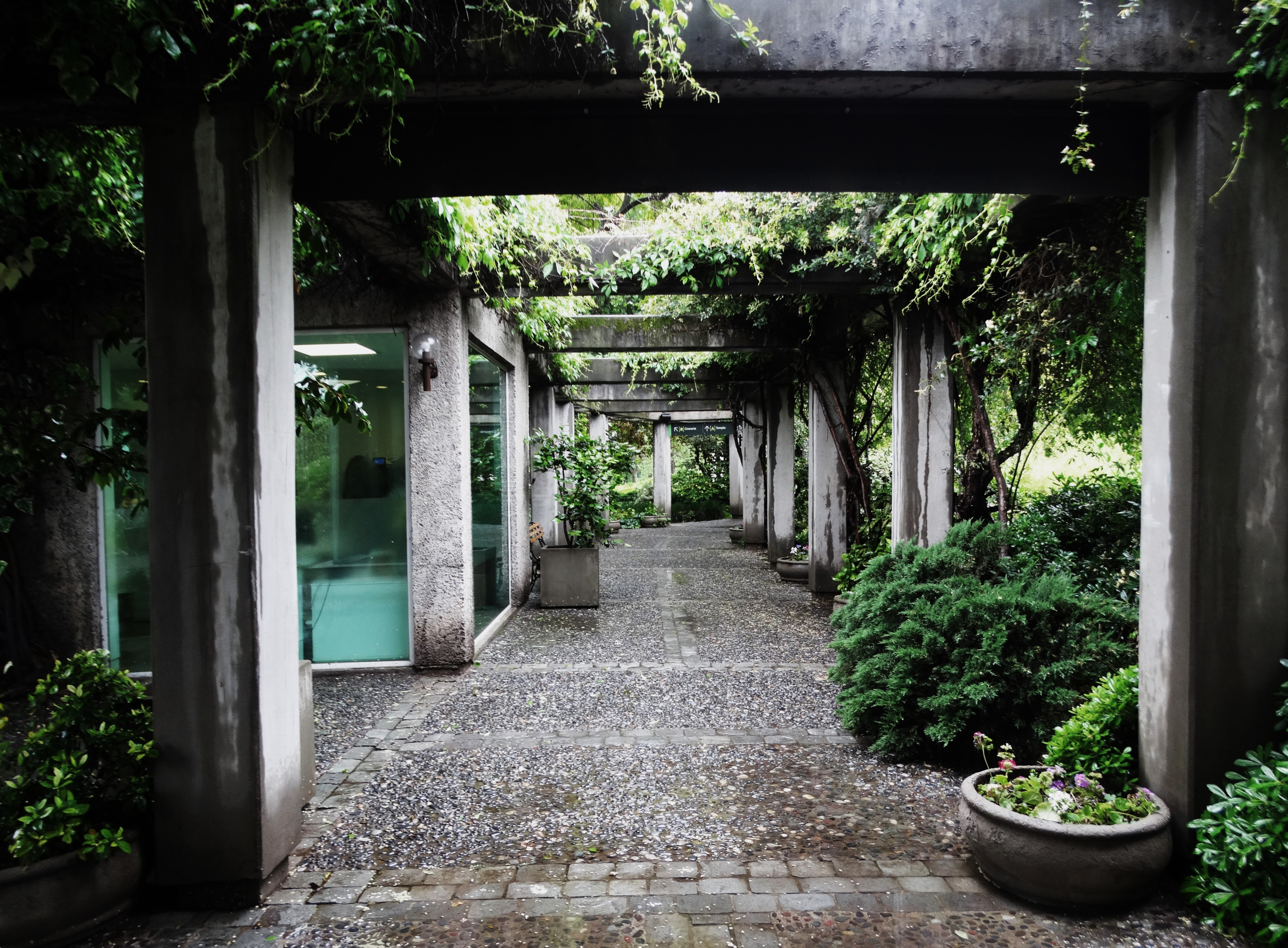
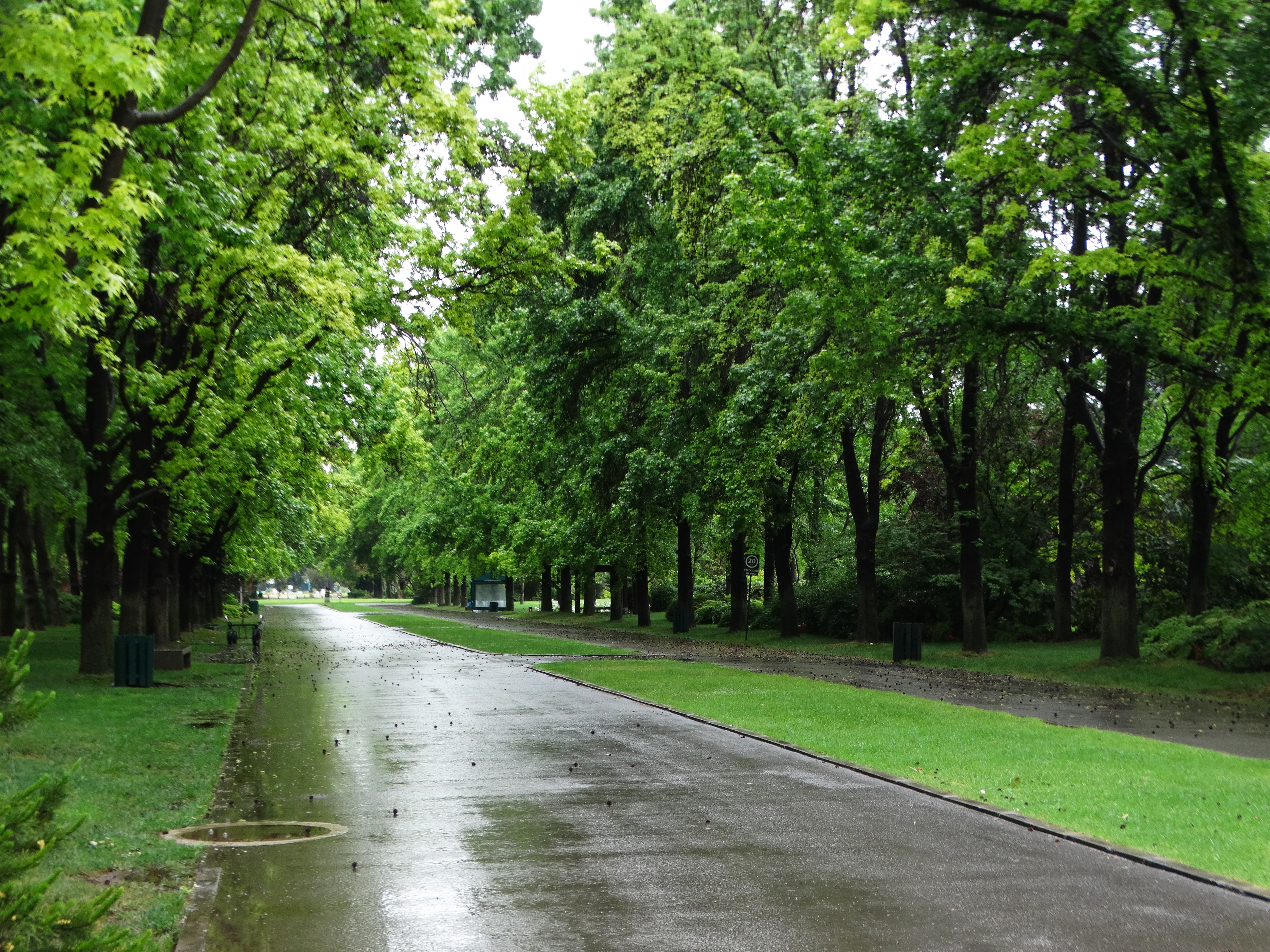

- Archivo:Laguna, cruz y cisnes del cementerio.jpg